# Ú
Cette page contient des caractères spéciaux ou non latins. S’ils s’affichent mal (▯, ?, etc.), consultez la page d’aide Unicode.
Ú (minuscule : ú), appelé U accent aigu, est une lettre utilisée dans les alphabets aragonais, asturien, awing, baka, bangolan, catalan, dan, dii, espagnol, galicien, hongrois, irlandais, islandais, kako, karang, kemezung, koonzime, kwanja, lingala, mambila, mandara, néerlandais, occitan, portugais, slovaque, tchèque et vietnamien. 
Elle est formée de la lettre U diacritée d’un accent aigu.

## Utilisation
En français, ‹ ú › est uniquement utilisé dans certains mots d’emprunt et n’est pas traditionnellement considéré comme faisant partie de l’alphabet.

### Accent tonique
En catalan, en espagnol, en galicien et en portugais, ‹ ú › est un u accentué. C’est aussi le cas en italien, mais ‹ ù › est bien plus utilisé.

### Longueur
‹ Ú › représente [uː] :
- en hongrois, où c’est la 36e lettre de l’alphabet ;
- en slovaque, où c’est la 39e lettre de l’alphabet ;
- en tchèque, où c’est la 34e lettre de l’alphabet.

En tchèque, ‹ ú › a la même prononciation que ‹ ů ›, mais ne s’écrit qu’en début de mot (ou après un préfixe). Historiquement, ů provient d’un o long alors ú a évolué en ou ailleurs qu’en début de mot.

### Autre son
En islandais, ‹ ú › se prononce [u].
En féroïen, ‹ ú › se prononce [ʉuː] ou [ʏ].
En néerlandais, ‹ ú › est accentué avec un accent aigu pour préserver le son tel que nous le connaissons en français, comme p. ex. dans le patronyme flamand Boúúaert pour lequel le « ú » se prononce comme dans la première syllabe du mot français « unique », et accentué avec un accent grave (« ù ») lorsque le son devait être déformé, comme p. ex. dans l'ancien patronyme flamand Sùÿkerbùÿk pour lequel les deux paires « ùÿ » se prononcent comme dans le mot français « œil ».

### Ton
Dans plusieurs langues tonales, l’accent aigu indique un ton haut ou montant. Ainsi, en vietnamien, ‹ ú › est un [u] avec un ton montant. En lingala et en yoruba, c’est un [u] avec un ton haut.
En hanyu pinyin (système de transcription du mandarin standard), ‹ ú › a le même rôle que ‹ u › ; l’accent aigu indique en plus que la syllabe porte le deuxième ton (ton montant).

## Représentations informatiques
Le U accent aigu peut être représente avec les caractères Unicode suivants :
- précomposé (supplément latin-1) :

| forme     | représentation | chaîne de caractères | point de code | description                           |
| --------- | -------------- | -------------------- | ------------- | ------------------------------------- |
| capitale  | Ú              | Ú                    | U+00DA        | lettre majuscule latine u accent aigu |
| minuscule | ú              | ú                    | U+00FA        | lettre minuscule latine u accent aigu |

- décomposé (latin de base, diacritiques)[1],[2] :

| forme     | représentation | chaîne de caractères | point de code | description                                       |
| --------- | -------------- | -------------------- | ------------- | ------------------------------------------------- |
| capitale  | Ú              | U◌́                   | U+0055 U+0301 | lettre majuscule latine u diacritique accent aigu |
| minuscule | ú              | u◌́                   | U+0075 U+0301 | lettre minuscule latine u diacritique accent aigu |

Des anciens codages informatiques permettent aussi de représenter le U accent aigu ISO/CEI 8859-1, -2, -3, -9, -10, -13, -14, -15, -16 :
- capitale Ú : DA
- minuscule ú : FA